# Clubiona pygmaea
Clubiona pygmaea este o specie de păianjeni din genul Clubiona, familia Clubionidae, descrisă de Banks în anul 1892. Conform Catalogue of Life specia Clubiona pygmaea nu are subspecii cunoscute.